# Picot terrestre
El picot terrestre (Geocolaptes olivaceus) és una espècie d'ocell que habita l'Àfrica del Sud i única del gènere Geocolaptes.Pertany a la família Picidae de l'ordre Piciformes.